# ウィリアム・ホィップル
ウィリアム・ホィップル・ジュニア（英:William Whipple, Jr.、1730年1月14日-1785年11月28日）は、現在のアメリカ合衆国ニューハンプシャーの代表としてアメリカ独立宣言に署名した者の一人である。
ホィップルはメインのキタリーで生まれ、公立学校で教育を受けた後、船員になった。23歳までに船長になった。1759年、ニューハンプシャーのポーツマスで船を降り、兄弟との共同経営で商人として身を立てた。1770年から1771年の間のどの時点かで、従姉妹のキャサリン・モファットと結婚した。
1775年、住んでいた町の代表として植民地会議議員に選ばれた。1776年、ニューハンプシャーはイギリスに任命された政府を解散し、新たに植民地議会と執行委員会を再組織した。ホィップルは委員会委員となり、安全委員会の委員を務め、また大陸会議代表にも選ばれてこの職を1779年まで務めた。この時にアメリカ独立宣言に署名した。
1777年、ニューハンプシャー民兵隊の准将に任命され、スティルウォーターとサラトガの戦いにおけるジョン・バーゴイン将軍に対する遠征隊に参加して成功させた。この作戦中に1個旅団（ニューハンプシャー第9、第10、第13、および第16連隊）を結成し指揮を執った。またロードアイランドの戦いでは、別の旅団（ニューハンプシャー第4、第5、第15、およびピーボディ連隊とラングドンの軽装騎兵中隊）を指揮した。ホィップルの奴隷であるプリンス・ホィップルもホィップルに従って戦争に参加し、その後もずっと仕えた。
戦後、ニューハンプシャー邦最高裁判所の陪席判事になった。心臓病を患い、巡回裁判のための旅行中に馬上で気を失い死んだ。ニューハンプシャーのポーツマスにあるオールドノース墓地に埋葬された。1976年、アメリカ独立200周年祭にからみ、ホィップルの頭骨は地元の歴史協会によって移葬された。